# Annapolis Neck
Annapolis Neck es un lugar designado por el censo ubicado en el condado de Anne Arundel en el estado estadounidense de Maryland. En el Censo de 2010 tenía una población de 10.950 habitantes y una densidad poblacional de 370,8 personas por km².

## Geografía
Annapolis Neck se encuentra ubicado en las coordenadas 38°56′12″N 76°29′53″O / 38.93667, -76.49806. Según la Oficina del Censo de los Estados Unidos, Annapolis Neck tiene una superficie total de 29.53 km², de la cual 17.99 km² corresponden a tierra firme y (39.08%) 11.54 km² es agua.

## Demografía
Según el censo de 2010, había 10.950 personas residiendo en Annapolis Neck. La densidad de población era de 370,8 hab./km². De los 10.950 habitantes, Annapolis Neck estaba compuesto por el 87.1% blancos, el 7.33% eran afroamericanos, el 0.26% eran amerindios, el 1.61% eran asiáticos, el 0.05% eran isleños del Pacífico, el 1.4% eran de otras razas y el 2.26% pertenecían a dos o más razas. Del total de la población el 3.56% eran hispanos o latinos de cualquier raza.